# Josh Tymon
Joshua „Josh“ Lewis Tymon (* 22. Mai 1999 in Kingston upon Hull) ist ein englischer Fußballspieler, der bei Swansea City unter Vertrag steht.

## Karriere

### Verein
Tymon kam als Zwölfjähriger in die Akademie von Hull City. Im Alter von 15 Jahren spielte er erstmals für die U-18-Mannschaft von Hull. Danach kam er in der U-21-Mannschaft zum Einsatz.
Im Januar 2016 debütierte er für die Profis von Hull, als er in der vierten Runde des FA Cups gegen den FC Bury in der Startelf stand. Im November 2016 debütierte er schließlich in der Premier League, als er am zwölften Spieltag der Saison 2016/17 gegen den AFC Sunderland von Beginn an zum Einsatz kam.

### Nationalmannschaft
Tymon wurde 2016 erstmals in die englische U-17-Nationalmannschaft berufen. Im Februar 2016 debütierte er für die U-17-Auswahl, als er im Algarve-Turnier gegen Portugal in Minute 80 für Ed Francis eingewechselt wurde.